# Ascorhynchus bacescui
Ascorhynchus bacescui là một loài nhện biển trong họ Ascorhynchidae. Loài này thuộc chi Ascorhynchus. Ascorhynchus bacescui được miêu tả khoa học năm 1975 bởi Stock.